# Op zoek naar Danny & Sandy
Op zoek naar Danny & Sandy is een televisieprogramma en de zesde talentenshow in de reeks op zoek naar .... In deze serie werd gezocht naar de twee gelijknamige hoofdrolspelers voor een Nederlandstalige productie van de musical Grease.
De presentatie van het programma werd gedaan door Frits Sissing. De eerste uitzending was op vrijdag 23 december 2022.
De deelnemers waren beginnende artiesten of personen die nog bezig waren met een HBO-opleiding musicalacteur. Voor het eerst in de geschiedenis van het programma werd er niet naar één, maar naar twee hoofdrolspelers gezocht. De jury bestond uit presentatrice en musicalster Marlijn Weerdenburg, zanger en voormalige Danny-speler Jim Bakkum, theatermaker en musicalkenner Maurice Wijnen en een wekelijks wisselend gastjurylid. De jury gaf enel commentaar, kritiek en advies maar het publiek stemde op hun favoriet en bepaalden volledig wie er doorging en afviel per aflevering. De kandidaten met de minste stemmen kregen een herkansing in de sing-off. De kijker thuis kon door middel van een extra stemronde één kandidaat redden in de liveshow.
Tristan van der Lingen en Danique Graanoogst werden de winnaars van het programma.

## Danny's
| Plek | Danny's | Danny's                | Show 1 | Show 2   | Show 3              | Show 4              | Show 5              | Show 6              | Show 7              | Show 7              |
| Plek | Danny's | Danny's                | Show 1 | Show 2   | Show 3              | Show 4              | Show 5              | Show 6              | Deel1               | Deel 2              |
| ---- | ------- | ---------------------- | ------ | -------- | ------------------- | ------------------- | ------------------- | ------------------- | ------------------- | ------------------- |
| 1    |         | Tristan van der Lingen | x      |          | x                   |                     |                     |                     |                     | Winnaar             |
| 2    |         | Victor Lammertijn      | x      |          | x                   | Sing-Off            |                     |                     |                     |                     |
| 3    |         | Paul Morris            | x      |          | x                   |                     |                     | Sing-Off            | Onder               |                     |
| 4    |         | Shay Lachman           | x      |          | x                   |                     | Sing-Off            | Sing-Off            | Geëlimineerd week 6 | Geëlimineerd week 6 |
| 5    |         | Jarno Korf             | x      |          | x                   |                     | Sing-Off            | Geëlimineerd week 5 | Geëlimineerd week 5 | Geëlimineerd week 5 |
| 6    |         | Davy Reedijk           | x      |          | x                   | Sing-Off            | Geëlimineerd week 4 | Geëlimineerd week 4 | Geëlimineerd week 4 | Geëlimineerd week 4 |
| 6    |         | Dylan Meischke         | x      | Sing-Off | x                   | Sing-Off            | Geëlimineerd week 4 | Geëlimineerd week 4 | Geëlimineerd week 4 | Geëlimineerd week 4 |
| 8    |         | Jeffrey Zwaan          | x      | Sing-Off | Geëlimineerd week 2 | Geëlimineerd week 2 | Geëlimineerd week 2 | Geëlimineerd week 2 | Geëlimineerd week 2 | Geëlimineerd week 2 |

## Sandy's
| Plek | Sandy's | Sandy's              | Show 1   | Show 2              | Show 3              | Show 4              | Show 5              | Show 6              | Show 7              | Show 7              |
| Plek | Sandy's | Sandy's              | Show 1   | Show 2              | Show 3              | Show 4              | Show 5              | Show 6              | Deel 1              | Deel 2              |
| ---- | ------- | -------------------- | -------- | ------------------- | ------------------- | ------------------- | ------------------- | ------------------- | ------------------- | ------------------- |
| 1    |         | Danique Graanoogst   |          | x                   |                     | x                   |                     | Sing-Off            |                     | Winnaar             |
| 2    |         | Magtel de Laat       |          | x                   |                     | x                   |                     |                     |                     |                     |
| 3    |         | Dominique de Bont    | Sing-Off | x                   |                     | x                   |                     |                     | Onder               |                     |
| 4    |         | Aimée de Pater       |          | x                   |                     | x                   | Sing-Off            | Sing-Off            | Geëlimineerd week 6 | Geëlimineerd week 6 |
| 5    |         | Imahni Tsolakis      |          | x                   | Sing-Off            | x                   | Sing-Off            | Geëlimineerd week 5 | Geëlimineerd week 5 | Geëlimineerd week 5 |
| 6    |         | Lya Luca             |          | x                   | Sing-Off            | Geëlimineerd week 3 | Geëlimineerd week 3 | Geëlimineerd week 3 | Geëlimineerd week 3 | Geëlimineerd week 3 |
| 6    |         | Wendela van Sprundel |          | x                   | Sing-Off            | Geëlimineerd week 3 | Geëlimineerd week 3 | Geëlimineerd week 3 | Geëlimineerd week 3 | Geëlimineerd week 3 |
| 8    |         | Melissa Peters       | Sing-Off | Geëlimineerd week 1 | Geëlimineerd week 1 | Geëlimineerd week 1 | Geëlimineerd week 1 | Geëlimineerd week 1 | Geëlimineerd week 1 | Geëlimineerd week 1 |

Andermans Veren ·
Atlas ·
Babbelonië ·
BankGiro Loterij Restauratie ·
Blik op de weg ·
Bloedverwanten ·
Buitenhof** ·
Dag Juf, tot morgen ·
De Astronautjes ·
De Bereboot ·
De Brekers ·
De Droomshow ·
De Sleutels van Fort Boyard ·
De tiende van Tijl ·
De Troon ·
Die is de mol! ·
EenVandaag* ·
Een mens wil... ·
Eén van de acht ·
Expeditie Poolcirkel*** ·
Fort Boyard ·
Gouden Televizier-Ring Gala ·
Hoe heurt het eigenlijk? ·
In de hoofdrol ·
Join the Beat ·
Junior Eurovisiesongfestival ·
Junior Songfestival ·
Karel ·
Kinderprinsengrachtconcert ·
Koefnoen ·
Kom er maar eens achter ·
Lawaaipapegaai ·
Mag ik u kussen? ·
Mensen zoals jij en ik ·
Missers! ·
Nederland in Beweging!**** ·
Ontdek je plekje ·
Op de Bon ·
Op zoek naar Danny & Sandy ·
Op zoek naar Evita ·
Op zoek naar Joseph ·
Op zoek naar Maria ·
Op zoek naar Mary Poppins ·
Op zoek naar Zorro ·
Opium ·
Opsporing Verzocht ·
Prinsengrachtconcert ·
Service Salon ·
Sterrenjacht ·
Sterrenslag ·
Stuif es in ·
Telebingo ·
Televizier ·
The Phone ·
Toppop3 ·
Tussen Kunst & Kitsch ·
Vinger aan de Pols ·
We gaan nog niet naar huis ·
Wedden dat..? ·
Wie-kent-kwis ·
Wie is de Mol? ·
Wie is de Mol? Junior ·
Wordt Vervolgd
* In samenwerking met de TROS
** In samenwerking met VARA en VPRO
*** Dit programma is overgegaan naar RTL 5
**** Dit programma is overgegaan naar MAX